# Лайма (округ Пепін, Вісконсин)
Лайма (англ. Lima) — місто (англ. town) в США, в окрузі Пепін штату Вісконсин. Населення — 693 особи (2020).

## Демографія
Згідно з переписом 2010 року, у місті мешкали 702 особи в 252 домогосподарствах у складі 202 родин. Було 266 помешкань
Расовий склад населення:
| - 95,6 % — білих - 0,6 % — чорних або афроамериканців - 0,3 % — корінних американців - 2,8 % — осіб інших рас |

До двох чи більше рас належало 0,7 %. Частка іспаномовних становила 3,3 % від усіх жителів.
За віковим діапазоном населення розподілялося таким чином: 25,9 % — особи молодші 18 років, 61,1 % — особи у віці 18—64 років, 13,0 % — особи у віці 65 років та старші. Медіана віку мешканця становила 40,1 року. На 100 осіб жіночої статі у місті припадало 115,3 чоловіків;  на 100 жінок у віці від 18 років та старших — 121,3 чоловіків також старших 18 років.
Середній дохід на одне домашнє господарство  становив 76 784 долари США (медіана — 59 792), а середній дохід на одну сім'ю — 86 234 долари (медіана — 71 563). Медіана доходів становила 46 250 доларів для чоловіків та 37 083 долари для жінок. За межею бідності перебувало 16,8 % осіб, у тому числі 27,5 % дітей у віці до 18 років та 18,1 % осіб у віці 65 років та старших.
Цивільне працевлаштоване населення становило 371 особа. Основні галузі зайнятості: сільське господарство, лісництво, риболовля — 32,6 %, освіта, охорона здоров'я та соціальна допомога — 16,2 %, будівництво — 11,6 %, виробництво — 11,1 %.